# Raids
Raids település Franciaországban, Manche megyében. Lakosainak száma 208 fő (2022. január 1.). Raids Auxais, Marchésieux, Saint-Germain-sur-Sèves, Saint-Sébastien-de-Raids és Terre-et-Marais községekkel határos.

## Népesség
A település népességének változása:
| Lakosok száma | 265  | 201  | 184  | 202  | 181  | 182  | 192  | 193  | 193  | 208  |
|               | 1968 | 1982 | 1990 | 2006 | 2013 | 2015 | 2017 | 2019 | 2020 | 2022 |